# 惲鐵樵

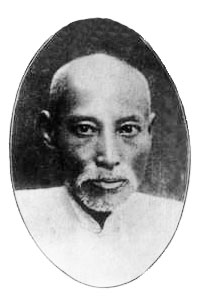
恽铁樵

恽铁樵（1878年—1935年7月），名樹玨，字鐵樵，别号冷风、焦木、黄山民。江蘇省常州府武進縣（今屬常州市）人，清朝民初文学翻译家、常州醫派中醫學家，在民国初年发生的全面废除中医运动中，是维护中医的代表人物。
恽铁樵对于中医的贡献是臟腑的虚化，将中医概念和与其矛盾的解剖学分开，成为后来中医药界的通论。他基于《素问·六节藏象论》简单提及的"藏象"，提出“四時五臟”的臟象学说，认为古人把四时看作是万事万物变化的支配力量，也是古人认识事物变化的方法，由四时的风寒暑湿产生了六气；生长化收藏产生了五行，再由四时五行派生出五脏，因此四时是内经的骨干，“内经之五脏非血肉之五脏，乃四时的五脏”。

## 生平
1878年，出生于浙江省台州1。
1883年，5岁，父亲恽磨照先生卒于台州。
1889年，11岁母蒋太夫人病殁。由同族亲戚携挈，过后与异母兄长回到祖籍，江苏省武进县2。恽铁樵的家境贫穷，所以立志发奋、刻苦攻读。
1891年，13岁就读于族中私塾，聪颖异常，日读六十行。
1894年，16岁，中了秀才。
1896年，19岁，与夫人丁氏（丁晚晴）结婚。
1898年，20岁全部读完了科举经典。另外由于乡风的熏陶，这时已涉猎了《温病条辨》等医学著作，粗通医道。
1900年，23岁，游幕汉口
1903年，25岁考入上海南洋公学，攻读英语，成为近代中医界精通旧学，又系统接受新学制教育的少数人。
1906年，29岁南洋公学毕业后，恽铁樵先赴湖南长沙任教，后回上海浦东中学执鞭。教学之余，翻译了却而司·佳维（今译查尔斯·加维斯，Charles Garvice ）的《豆蔻葩》、《黑衣娘》、《波痕荑茵》等中篇小说，于1909年－1910年分别刊登在上海出版的《小说时报》上，翻译领域中与林纾齐名但风格别异。
1911年，34岁革命军兴，返沪，经庄百俞介绍任商务印书馆编译。
1912年，35岁接任王蕴章为《小说月报》主编。期间曾经写了《爱筏》、《血花一幕》等数十篇小说，刊物颇受社会欢迎。
恽铁樵担任主编时重视章法文风，他曾说“小说当使有永久之生存性”。且他录用文稿，不论地位高低，名声大小，只注重文章优不优秀，他对提拔新秀也很重视。当时鲁迅创作的第一篇小说《怀旧》，署名为“周逴”投到《小说月报》，恽铁樵就对这篇小说和作者倍加赏识，发表在第四卷的第１号上，对文中佳妙之处密加圈点，并加按语向读者推荐。鲁迅对此留下了深刻的印象，20年后鲁迅致杨霁云信中还提及此事。
1916年，恽铁樵14岁的长子阿通殁于伤寒。同年全面废除中医派的代表人物余云岫的著作《灵素商兑》出版了。
1917年，恽铁樵第二、三子又因伤寒病3而去世。当时粗通医道的恽铁樵往往知道他的儿子所患某病，当用某药，但是由于没有临床经验不敢轻举妄动，向医生建议商讨又不被采纳，结果儿子们相续去世。于是他感到求人不如求己，深入研究《伤寒论》，同时问业于伤寒名家汪莲石先生，與名醫丁甘仁過從甚密。
1918年恽铁樵第四子又病，发热恶寒，无汗而喘，太阳伤寒的麻黄证显然。请来的名中医，虽熟读《伤寒论》但不敢用伤寒方，只连续不断用豆豉、山栀、豆卷、桑叶、菊花、杏仁、连翘等，遂致喘热益甚。恽铁樵考虑了一整夜后决定自行开了一剂麻黄汤，恽铁樵向其夫人说道：“三个儿子都死于伤寒，今慧发病，医生又说无能为力，与其坐着等死，宁愿服药而亡”。夫人不语，立即配服。一剂肌肤湿润，喘逆稍缓；二剂汗出热退，喘平而愈。于是之后恽铁樵更加相信服伤寒方，努力钻研中医经典，亲友有病也都来请求开方，而所治者亦多有良效。一日某同事的小孩伤寒阴证垂危，上海各名医治疗无效，恽铁樵用四逆汤一剂转危为安。病家感激万分，登报鸣谢曰：“小儿有病莫心焦，有病快请恽铁樵”。求治者日多一日，业余时间应接不暇。
1920年辞职《小说月报》主编，由沈雁冰继任。恽铁樵挂牌开业行医。在当时很有名气。
1922年恽铁樵的著作《群经见智录》出版，以驳斥余云岫的《灵素商兑》对中医的攻击，要捍卫中医学术的完整性。
1925年，虽然当时中医已经被中华民国政府排挤在国家教育体系之外，恽铁樵创办了“铁樵中医函授学校”，当时他发表《创办函授学校宣言》指出中医必将走向世界，文内称“中医不能出国门一步，此则有国力关系，况现在情形是暂时的。”当时学生有600余人。
1927年，恽铁樵办临诊实习班，及门弟子30余人。同时兼任上海各中医学校讲席。
1928年，中华民国政府提出的废止中医法案，铁樵中医函授学校被逼停办。
废止中医法案过后被迫撤销。1933年，恽铁樵又以“铁樵函授医学事务所”的名称复办函授教育。而恽铁樵所办的教育培养了陆渊雷、章巨膺、顾雨时等一批人才，推动了中医的发展。
1932年，恽铁樵携全家赴苏州寓章太炎家中养病，由子恽道周留上海代诊，临行时嘱“毋矜所能，饰所不能，毋嫉人能，形所不能，勤求古训，持之以恒”。
1934年，恽铁樵病情严重化，不能步行。
1935年恽铁樵58岁，卧床不起，7月因溽暑高热而去世。

## 恽铁樵的思想

### 关于中西医之争
20世纪初，随着西方文化的传入，对中国传统医学出现了两个极端看法：
1. 彻底否定中医，要全面废除中医。
2. 拒不接受现代科学，认为研习西医是“媚外卖国，蹂躏国粹”。

当时全面废除中医派占上风。恽铁樵对此有以下的看法

#### 中西医差异争论
中西医各有长处，中西医的不同是由于中西文化不同，医学基础各异，结果形成了两个不同的体系。恽铁樵言“西方科学不是唯一之途径，东方医学自有立脚点”。

#### 中医的改革方向
恽铁樵认为革新中醫必須重視中醫本身理論，以“發皇古義”，万不可废医存药。但认为由于中医年代久远，应该整理提高，使之发展进步。不应该以《黄帝內經》為止境。
而且中医当應融會新知，取西醫理論之长处補易中醫，融会贯通产生新的医学。达到“漸與古說相離，不中不西，亦中亦西。”
恽铁樵在这方面的言论有“中医有演进之价值，必须吸取西医之长，与之合化产生新中医，是今后中医必循之轨道”，并说“居今日而言医学改革，苟非与西洋医学相周旋更无第二途径。”。但也说“万不可舍本逐末，以科学化为时髦，而专求形似，忘其本来”。

### 医学理论

#### 四时五脏
1916年，余云岫出版的《灵素商兑》攻击《黄帝内经》五脏六气观点。恽铁樵提出了“四時五臟”的观点反驳，认为古人把四时看作是万事万物变化的支配力量，也是古人认识事物变化的方法，由四时的风寒暑湿产生了六气；生长化收藏产生了五行，再由四时五行派生出五脏，因此四时是内经的骨干。《群经见智录》云，“故《内经》之五藏，非血肉之五藏，乃四时之五藏”。这个理论是他首创，成功地解决了中医和解剖学不符合的理论危机，遂被之后医家广泛采用。
所谓藏象学说是中医史的一大转折点，但中医史在中国学术语境下的研究并透彻，研究经常以是在尝试发掘中医理论的“科学”或“符合西方视角”之处为重点。关于这个问题，于赓哲说：

例如对于解剖学史的研究、有关“臟象学说”的讨论、医学分科、药典问题等，这些均被视作中医史重大问题，但是现代有关这些问题的研究无不受到西学话语权的影响，研究者以现代医学知识为出发点，关心的是如何发掘传统医学中与现代医学相契合的节点，或者是对传统医学中与现代医学相违背的地方予以“科学的”解释。我们以臟象学说为例，这一学说目前已经成为中医反驳“中医非科学论”的重要武器，其重点在于强调传统医学之脏腑不同于现代解剖学之脏腑，强调中医有关内脏的论述所重的是脏腑与功能活动、病理变化之间的整体联系。但是这样的问题在近代西方医学传入之前并不成其为问题（虽然《素问·六节藏象论》里有“藏象”一词，但也仅此而已，并非形成理论体系），至民国中医存废论战中恽铁樵：《群经见智录》提出“故《内经》之五藏，非血肉之五藏，乃四时之五藏”（恽铁
樵：《群经见智录》，与《灵素商兑》合刊，周鸿飞点校，北京：学苑出版社，2007 年，第 113 页）始有此说。区结成指出这实际上“开启了一片空间,为后来的中医家们脱开‘脏腑解剖是否有误’的纠缠，发展临床有用的‘臟象（藏相）学说’”。（区结成：《当中医遇上西医》，北京：三联书店，2005年，第 78 页）也就是说现在被视为中医重要基础理论的臟象学说其实也是应对西学的产物。再例如“药典”（pharmacopoeia）问题，许多现代中国医学史著作将唐代《新修本草》（《唐本草》）称为世界上“第一部药典”，这又是以西学视角看待国史，盖因的《佛罗伦萨处方集》或者《纽伦堡药典》曾被视为世界上最早的药典，故为国史争此荣誉，实际上药典之关键并不在于其官修身份，也不在于它记录了多少药材，而是在于其法定性和体例的规范化，其目的在于以政府或者行业公会的力量规范药品生产，改进药品质量，保障用药效果和安全。唐代除了宫廷设有药园之外，并没有一个针对全社会的药材管理机构和药材管理规定，民间也无药材行业公会，《新修本草》也不具备法定“规范”效应，与其说是“药典”，不如说是药材百科全书。类似的现象还有很多，以后专文探讨。

## 著作
1922年恽铁樵的著作《群经见智录》共3卷出版。
1930年，《人生意味》出版，1931年再版，这本书是恽铁樵对个人人生经历和体会。此书出版量少，社会上流传不广。
1932年－1934年在苏州章太炎家中养病时有著作：《临床笔记》、《金匮方论》。
1934年病情严重化，不能步行。卧榻口授，其女儿恽慧庄执笔，著作有：《霍乱新论》、《梅疮见恒录》。其中《霍乱新论》在1935年死前前一天还作出改定。
其他著作有《論醫集》2卷、《醫學平議》、《傷寒論研究》4卷、《溫病明理》4卷、《熱病學》、《生理新語》5卷、《脈學發微》5卷、《病理概論》、《病理各論》、《臨證筆記》、《臨證演講錄》、《金匱翼方選按》5卷、《風勞臌病論》3卷、《保赤新書》4卷、《婦科大略》、《論藥集》、《十二經穴病候撮要》、《神經系病理治療》、《鱗爪集》4卷、《傷寒論輯又按》6卷、《藥盦醫案》7卷等。